# Arbeitsgemeinschaft Teletest

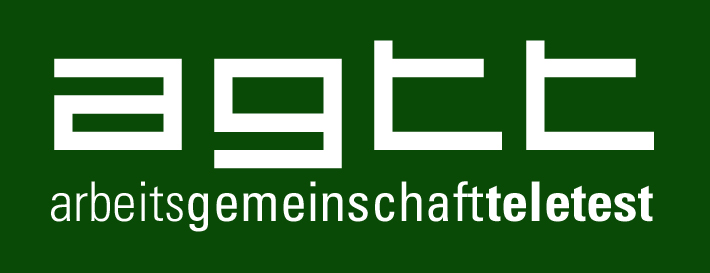
Logo AGTT

Die Arbeitsgemeinschaft TELETEST (AGTT) ist eine als Verein organisierte Arbeitsgemeinschaft der österreichischen Fernsehanbieter mit Sitz in Wien, die die Erhebung der Einschaltquoten im österreichischen Fernsehmarkt beauftragt. Unter dem Projektnamen Teletest betreibt die GfK Austria ein TV-Panel und die TV-Insight führt eine HbbTV-Messung durch.

## Mitglieder
Mitglieder der Arbeitsgemeinschaft TELETEST (AGTT) sind der ORF/ORF-Enterprise (mit ORF 1, ORF 2, ORF 3, ORF Sport +), ProSiebenSat.1 PULS4 (mit ProSieben Austria, Sat.1 Österreich, Kabel Eins Austria, Puls 4, Sixx Austria, ProSieben MAXX Austria; Sat.1 Gold Austria, Kabel Eins Doku Austria, Puls 24), IP Österreich (mit RTL Deutschland Österreich, RTL ZWEI Österreich, Super RTL Österreich, VOX Österreich, NITRO Österreich, Sky Sport Austria, Sky Sport Cluster, R9, RTLupAustria, ntv Austria, SPORT1 Austria, Canal+ First, OE24, Krone.tv), ATV Privat TV GmbH (mit ATV, ATV2), ServusTV und der Vermarkter Goldbach Austria (mit Nickelodeon AT, Comedy Central AT, DMAX Austria, TLC Austria, Kurier TV). Alle wichtigen Entscheidungen der AGTT werden im Vorstand getroffen, dem das Präsidium mit dem Obmann vorsteht. Die operative Begleitung und Abwicklung des Projekts erfolgt durch Generalsekretariat und Technische Kommission.

## Projekte

### Teletest
Zentrale Aufgabe der AGTT ist die Beauftragung der elektronischen Messung der Einschaltquoten. Diese wird unter den Projektnamen TELETEST und ab 1. September 2024 als TELETEST 2.0 vom Marktforschungsinstitut GfK Austria (Panel-Messung) und TV-Insight (HbbTV-Messung) durchgeführt.
Im TV-Panel der GfK gibt es 1.670 repräsentativ ausgewählte Testhaushalte (Stand 2022). Die Testhaushalte des GfK-Fernsehpanelstehen für eine Grundgesamtheit von 3.872.000 TV-Haushalten. Im Vergleich zu anderen Messsystemen in Europa ist die Anzahl der Panels auf die Einwohneranzahl bezogen sehr groß. Ein Panelhaushalt steht in Österreich nur für circa 2.300 TV-Haushalte. Der Grund dafür ist, dass auch für sehr kleine Gebiete (Vorarlberg, Burgenland) Daten valide ausweisbar sein müssen (disproportionale Stichprobe). Das Panel umfasst insgesamt 3.571 Teilnehmer. 3.247 Personen ab 12 Jahren stehen repräsentativ für die 7.546.000 Österreicher in Haushalten mit TV-Gerät. 324 Kindern (3 bis 11 Jahre) stehen repräsentativ für die 748.500 Kinder. Die Auswahl der Teilnehmer erfolgt mittels Zufallsverfahren. Etwa 13 % der Teilnehmer scheiden jedes Jahr aus dem Panel aus.
Im GfK-Panel sind Messgeräte der Firma GfK Telecontrol installiert, die mit den Messtechnik Audiomatching arbeiten und jeden genutzten Fernsehkanal sekundengenau registrieren. Zeitversetzte Nutzung via (digitalem) Videorekorder ist inkludiert. Die Integration von Streamingdaten ist in Arbeit. Zensusdaten werden seit 2016 veröffentlicht.
Im TELETEST 2.0 werden die Daten aus dem TELETEST-Panel bei TV-Insight (TVI) mit den Return Path Data von über 1,1 Millionen mit dem Internet verbundener HbbTVs in Österreich zusammengeführt, wodurch Schwankungen in kleineren Zielgruppen und damit sogenannte „Nuller-Reichweiten“ deutlich reduziert werden können.
Bisher wurde die zeitversetzte Nutzung von TV-Inhalten acht Tage nach der Ausstrahlung zur Verfügung gestellt. Im TT 2.0 wird die zeitversetzte Nutzung bereits für die erste Datenpublikation am Tag nach der Ausstrahlung modelliert und zur Verfügung gestellt. Dadurch wird der Unterschied zwischen vorläufigen Daten (Overnight-Daten) und endgültigen Daten deutlich verringert. Acht Tage nach der ersten Ausstrahlung einer Sendung wird die Overnight-Hochrechnung durch die gemessenen Daten ersetzt.
Darüber hinaus sind die Daten grundsätzlich live verfügbar und bilden die Basis für eine neue Art der TV-Werbezeitenvermarktung. Erstmals wird eine dynamische Echtzeit-Werbeblockoptimierung im linearen Fernsehen möglich. „TV-LOAD“, für TV - Live Optimized ADs, wird bei den Sendern der AGTT-Mitglieder in das Playout für die Werbung integriert.
Da Fernsehforschungsprojekte sehr teuer sind, werden nur wenige TELETEST-Daten unentgeltlich veröffentlicht. Auf der AGTT-Seite gibt es neben dem Hinweis zum Datenbezug (Kauf & Lizenzen) täglich erstellte TOP-3-Sendungen ausgewählter Sender wöchtentliche TOP5 und Marktanteile nach Monaten und Jahren (ab 2013). Das AGTT-Mitglied ORF veröffentlicht auf seinen Webseiten. und im Telextangebot ebenfalls Quotendaten

### Screenforce
Die AGTT ist Mitglied der TV-Gattungsinitiative Screenforce. Diese Allianz der deutschen, österreichischen und schweizerischen TV-Vermarkter für Fernsehen und Bewegtbild präsentieren über 95 Prozent des TV-Werbemarktes in der DACH-Region. Auf der Screenforce Seite werden unter anderem länderübergreifend finanzierte Studien veröffentlicht.

### Bewegtbildstudie
Gemeinsam mit RTR Medien beauftragt die AGTT jährlich die Bewegtbildstudie. Bei der neunten Ausgabe dieser Studie befragte die GfK wieder 4.000 in Österreich lebende Personen ab 14 Jahren (repräsentativ für die Gesamtbevölkerung). Die Befragung wurde als Computer Assisted Web Interview (CAWI) im Zeitraum zwischen 1. Februar und 28. Februar 2024 durchgeführt. Ergebnisse werden bei Screenforce oder der RTR veröffentlicht.